# 利希滕贝格公国
利希滕贝格公国自1816年以来是萨克森-科堡-萨尔费尔德一个僻静的飞地，之后1826年至1834年是萨克森-科堡-哥达公国的一部分。1834年萨克森-科堡-哥达将利希滕贝格出售给普鲁士。普鲁士将利希滕贝格并入莱茵省的一部分。现在该地区是在萨尔州和莱茵兰-普法尔茨州的部分之一。